# アルダの国々
アルダの国々（アルダのくにぐに）は、J・R・R・トールキンの架空世界アルダの既知のくにの或る一覧である。

## 第一紀およびそれ以前

### ドワーフのくに
- ドゥリンの一族（長ひげ族）のカザド＝ドゥーム Khazad-dûm （少なくとも月の上る400年前に創建された）
- ベレグオスト Belegost of the Firebeards （少なくとも月の上る400年前でモリアやthe Great Journey後に創建された）
- ノグロド Nogrod of the Broadbeams （ベレグオストとともに創建され、 怒りの戦いで失われた）

### かの敵のくに
- ドル・ダイデロス Dor Daedeloth (until the War of Wrath)

### エルフのくに

#### ノルドールのくに
- ヒスルム Hithlum （1年ころ創建）
  - ドル＝ローミン Dor-lómin （1年ころ創建、400年ころ人間に与えられた）
  - ネヴラスト Nevrast （1年ころから104年まで）
- ナルゴスロンド Nargothrond （50年頃創建）
- ドルソニオン Dorthonion （1年ころ創建）
- トル・シリオン Tol Sirion （1年ころ創建）
- ゴンドリン Gondolin （104年から511年まで）
- マイズロスの辺境国 March of Maedhros （1年ころ創建）
- East Beleriand （1年ころ創建）
  - ヒムラド Himlad （1年ころ創建）
  - サルゲリオン Thargelion （1年ころ創建）
  - マグロールの山間 Maglor's Gap （1年ころ創建）

#### シンダールのくに
- ファラス Falas （473年に滅ぼされる）
- エグラドール Eglador後のドリアス Doriath

#### アヴァリとナンドールのくに
- ドルウィニョン Dorwinion
- ローリナンド Lórinand
- オッシリアンド Ossiriand

### エダイン(人間)のくに
- エストラド Estolad （450年頃まで）
- ドル＝ローミン Dor-Lómin （400年頃人間が住みつく）
- ブレシル Brethil （400年頃から後）
- ラドロス Ladros （400年頃から後）

### エントのくに
- エリアドールの森 Forests of Eriador
- ファンゴルン Fangorn
- Forests of South Beleriand

## 第二紀

### 人間のくに
- ヌーメノール Númenor （32年創建、3319年滅亡）
  - ロンド・ダイア Lond Daer （森林植民地、1000年頃創建）
- アルノール Arnor （800年頃最初に植民地となり、3320年にエレンディルが創建した）
- ゴンドール Gondor （1100年頃最初に植民地となり、3320年にエレンディルが創建した）
- ウンバール Umbar （1100年頃最初に植民地となり、3220年に黒きヌメノール人が創建した）

### エルフのくに

#### アヴァリとナンドールのくに
- ローリナンド Lórinand (1400頃から ロスローリエン Lothlórien)
  - エゼルロンド Edhellond （ローリナンドの南方の「植民地」）
- ドルウィニョン Dorwinion

#### ノルドールのくに
- エレギオン Eregion （1697年まで）
- リンドン Lindon

#### シンダールのくに
- （オロフェアの）緑森大森林 Greenwood the Great

### ドワーフのくに
- ベレグオスト Belegost （一部荒廃）
- カザド＝ドゥーム Khazad-dûm

### かの敵のくに
- モルドール Mordor

## 第三紀

### 人間のくに

#### ドゥーネダインと同盟者
- ゴンドール Gondor
  - ドル・アムロス Dol Amroth （事実上は独立した地域）
  - ウンバール Umbar （1015年頃から1447年までと1810年から1944年までのみ）
- アルノール Arnor （861年に分裂）
  - アルセダイン Arthedain （1975年まで）
  - カルドラン Cardolan （1410年頃まで）
  - ルダウア Rhudaur （1409年まで）
- ロヴァニオンの王国 Kingdom of Rhovanion （1851年まで）
- エオセオド Éothéod （2510年まで）その後は、
  - ローハン Rohan
- 谷間の国 Dale と エスガロス Esgaroth （2940年ころから）

#### その他
- ハラド Harad
- ウンバール Umbar （1015年頃まで、1447年から1810年、および1944年以降 ウンバールの海賊 Corsairs of Umbar）
- ハンド Khand
- リューン Rhûn

### エルフのくに

#### ノルドール、シンダールおよびシンダール化したノルドールのくに
- リンドン Lindon
- ロスローリエン Lothlórien （1400年頃以降）
- (スランドゥイルの) 北闇の森

#### ナンドールとアヴァリのくに
- ドルウィニョン Dorwinion

### ドワーフのくに
- カザド＝ドゥーム/モリア Khazad-dûm/Moria （1981年滅亡）
- ベレグオスト Belegost (partially ruined, influx from Durin's folk 2770)
- エレボール Erebor はなれ山 Lonely Mountain （1999年から2210年, 2570年に再建され2770年まで。2941年に再獲得）
- 灰色山脈 Grey Mountains （2210年に居住開始。2589年廃止）
- くろがね連山 Iron Hills （2589年廃止）

### かの敵のくに
- モルドール Mordor
- ドル・グルドゥア Dol Guldur
- アングマール Angmar
- アイゼンガルド Isengard （2530年頃から）

## 第四紀

### 人間のくに
- 再統一王国 Reunited Kingdom
- ローハン Rohan
- ハラド Harad
- ハンド Khand
- リューン Rhûn
- ヌアネン Núrnen
- 谷間の国 Dale と エスガロス Esgaroth

### ドワーフのくに
- くろがね連山 Iron Hills
- アグラロンドの燦光洞 Glittering Caves of Aglarond
- エレボールの山の下の王国 Kingdom under the Mountain at Erebor
- モリア Moria

### エルフのくに
- 緑森大森林 Greenwood the Great
- ローリエン Lórien
- イシリエンのエルフ Elves of Ithilien
- リンドンの生残り Remnant of Lindon